# Gutalax
Gutalax es una banda de goregrind procedente de Křemže, en la República Checa.

## Historia
Gutalax fue fundado en la Primavera de 2009 por 4 músicos checos, algunos procedentes de otras formaciones. En septiembre del mismo año grabaron siete títulos para el primer álbum, un Split con la banda italiana Cannibe. En enero de 2011 apareció su primer disco en solitario, Shit Beast, editado por la discográfica Checa Bizarre Leprous. A principios de 2014 estrenaron el segundo álbum, Shit Happens, que luego en 2015 fue editado por el sello alemán Rotten Roll Rex.
En 2017 grabaron un Split junto a Spasm, otra banda checa de Goregrind.

## Estilo
Los propios miembros de Gutalax definen su música como "Gore 'n' Roll", que consiste en una mezcla de Gore y Porngrind con una dosis de humor.
La temática de sus letras suele ser escatológica, hablando de temas como la coprofagia.
De su música destaca el uso del "pig squeal", un estilo de canto gutural que imita el sonido del cerdo.
Su estilo es similar al de otras bandas como Rompeprop, Torsofuck, Tu Carne o Rectal Smegma.

## Discografía

### Álbumes
- 2011: Shit Beast (Bizarre leprous)
- 2015: Shit Happens (Rotten Roll Rex)
- 2021: The Shitpendables (Rotten Roll Rex)

### Split Albums
- 2009: Telecockies con Cannibe
- 2013: Shit Evolution con Haemorrhage
- 2017: "The Anal Heros" con Spasm